# Erigenia bulbosa
Erigenia bulbosa är en växtart som är ensam art i släktet Erigenia i familjen flockblommiga växter.
Arten förekommer i sydöstra Kanada och centrala och östra USA. Den beskrevs först som Sison bulbosum av André Michaux 1803, och fick sitt nu gällande namn av Thomas Nuttall 1818.